# チュリム語
チュリム語（英語：Chulym language、チュリム語: Ось тили, Ös tili、ロシア語: Чулымский язык）とは、タタール系民族のチュリム人が話すチュルク語族の言語である。チュリム川流域の様々な場所で話されている。

## 分類
チュリム語は、ハカス語、ショル語などと共に含むシベリア・チュルク語群に属するとされてきた。Nogorodov et al. は レイプジヒ・ジャカルタ・リストに基づいて、チュリム語はキプチャク語群起源であると主張している。この比較では、100項目のうち87項目がキプチャク語群のアイテムと一致するのに対し、オグズ語群と同根の項目は67項目のみであることが示されている。